# Trichofollikulom
Das Trichofollikulom ist ein gutartiger Tumor der Anhangsgebilde der Haut. Klinisch tritt er als etwa 0,5 cm große Papel in Erscheinung, häufig mit einem zentral austretenden Haarbüschel, das im Inneren mit Hornsubstanz gefüllt ist.

## Vorkommen
Trichofollikulome treten beim Menschen vor allem im Hals- und Kopfbereich Erwachsener auf.
Bei Meerschweinchen ist es der häufigste Hauttumor (→ Meerschweinchenkrankheiten).

## Histopathologie
Histologisch ist ein Trichofollikulom durch ein oder mehrere erweiterte Haarfollikel charakterisiert, die von weiteren Haarfollikeln umgeben sind. Im zystischen Hohlraum findet sich Hornsubstanz oder Vellushaare, gelegentlich rudimentäre Haarwurzeln, Talgdrüsengewebe und Epithelzellstränge. Ist besonders viel Talgdrüsengewebe vorhanden, spricht man von einem Talgdrüsentrichofollikulom. Der Tumor ist von einem zellreichen Bindegewebe umgeben.

## Behandlung
Die Therapie erfolgt durch chirurgische Entfernung.